# Tuva Airlines
Tuva Airlines (russisch ОАО Тувинские Авиалинии) ist eine russische Fluggesellschaft mit Sitz in Kysyl.

## Geschichte
Tuva Airlines wurde 1992 gegründet.

## Flotte
Die Flotte der Tuva Airlines besteht mit Stand vom Oktober 2015 aus drei Jakowlew Jak-40, ursprünglich besaß die Gesellschaft zehn davon.
Bestellungen
- 10 Suchoi Superjet 100

## Zwischenfälle
- Im April 1994 wurde am Flughafen Kysyl eine Jakowlew Jak-40 der Tuva Airlines von einer Antonow An-2P irreparabel gerammt. Die Maschine wird jetzt zu Übungszwecken der Flughafenfeuerwehr eingesetzt.[2]